# 2-я Мелитопольская улица
2-я Мелитопольская улица — улица в районе Южное Бутово Юго-Западного административного округа Москвы.

## Происхождение названия
Улица получила своё название в 1986 году по городу Мелитополь в Запорожской области Украины (как и 1-я Мелитопольская улица). Ранее она называлась 2-я Заводская улица, а название 2-я Мелитопольская улица в то время носила ныне упразднённая улица посёлка Красный Строитель, позднее вошедшего в состав Москвы (в том районе до сих пор сохранилась Мелитопольская улица).

## Описание
Улица начинается от Синельниковской улицы и заканчивается транспортной развязкой с Варшавским шоссе. Справа примыкают Мелитопольский и Джанкойский проезды и 1-я Мелитопольская улица.

## Примечательные здания и сооружения

### По чётной стороне
д. 4А — Бутовский комбинат

### По нечётной стороне
д. 13 — Поликлиника №121, филиал №3

## Транспорт
Автобусы: 94, 108, 737, с53, с935
Маршрутные такси: 507к

### Железнодорожный транспорт
В непосредственной близости от улицы расположена платформа Бутово Курско-Рижского диаметра (МЦД-2).